# Jens Hansegård
Jens Hansegård (ur. 1972) – szwedzki autor komiksów o Kaczorze Donaldzie. Pisze scenariusze przede wszystkim dla duńskiego wydawnictwa Egmont.
Do roku 2016 stworzył scenariusze dla 94 prac.

## Wybrane komiksy
| Rok  | Tytuł oryginalny                  | Tytuł polski                | Rysownik                    | Sygnatura  | Link   | Uwagi |
| ---- | --------------------------------- | --------------------------- | --------------------------- | ---------- | ------ | --- |
| 2003 | All Eggs In One Basket            | Złote jajo                  | Vicar                       | D 2003-221 | [ 3 ]  | |
| 2003 | No Dime To Lose                   | Mistrzostwa za dychę        | Vicar                       | D 2003-336 | [ 4 ]  | |
| 2004 | As Luck Would Have It             | Na wyspach Szczęśliwych     | Antoni Bancells Pujadas     | D 2004-070 | [ 5 ]  | |
| 2004 | Between A Rock And A Hard Place   | Między młotem a kowadłem    | Flemming Andersen           | D 2004-160 | [ 6 ]  | |
| 2004 | Unfair At The Funfair             | Niewesołe miasteczko        | Francisco Rodriguez Peinado | D 2004-243 | [ 7 ]  | |
| 2004 | Unexpected Christmas Gifts        | Gwiazdkowy król             | Vicar                       | D 2004-345 | [ 8 ]  | |
| 2004 | The Cheapskate                    | Tani drań                   | Marçal Abella Bresco        | D 2004-351 | [ 9 ]  | |
| 2005 | Golf Ball Goof-Up                 | Ostatni dołek               | Antoni Bancells Pujadas     | D 2005-068 | [ 10 ] | |
| 2005 | Trailing The Whale                | O czym śpiewają wieloryby?  | Sergi Cardó                 | D 2005-117 | [ 11 ] | |
| 2005 | The Duck Who Couldn’t Say No      | Powiedz „nie”               | Francisco Rodriguez Peinado | D 2005-118 | [ 12 ] | The Girl Who Couldn’t Say No, od którego pochodzi oryginalny tytuł komiksu, to angielski tytuł włoskiego filmu komediowego z 1968. |
| 2005 | To Sleep, Perchance To Dream      | Zasnąć! Może śnić?          | Ferioli                     | D 2005-351 | [ 13 ] | W komiksie pojawiają się cytaty z Hamleta Williama Shakespeare’a                                                                   |
| 2006 | To Catch A Thief                  | Łapać złodzieja!            | Jordi Alfonso               | D 2006-124 | [ 14 ] | |
| 2006 | The Three Space Knights Of Kandor | Gwiezdni rycerze            | Miguel Fernandez Martinez   | D 2006-369 | [ 15 ] | Kandor to również miasto na planecie Krypton pojawiającej się w komiksach o Supermanie.                                            |
| 2006 | Lost In The Labyrinth             | W labiryncie                | Cèsar Ferioli Pelaez        | D 2006-389 | [ 17 ] | |
| 2008 | The Treasure Of Brimestone Bay    | Nad morzem dzieci się nudzą | Francisco Rodriguez Peinado | D 2008-088 | [ 18 ] | |
| 2009 | Breakfast of Champions            | Śniadanko mistrzów          | Cèsar Ferioli Pelaez        | D 2009-126 | [ 19 ] | |
| 2009 | Scrooge’s Lesson                  | Rodzinny biznes             | Núñez                       | D 2009-288 | [ 20 ] | |